# Anisopappus
Anisopappus är ett släkte av korgblommiga växter. Anisopappus ingår i familjen korgblommiga växter.

## Dottertaxa tillAnisopappus, i alfabetisk ordning[1]
- Anisopappus abercornensis
- Anisopappus alticolus
- Anisopappus anemonifolius
- Anisopappus athanasioides
- Anisopappus bampsianus
- Anisopappus boinensis
- Anisopappus burundiensis
- Anisopappus chinensis
- Anisopappus corymbosus
- Anisopappus davyi
- Anisopappus discolor
- Anisopappus exellii
- Anisopappus fruticosus
- Anisopappus grangeoides
- Anisopappus holstii
- Anisopappus junodii
- Anisopappus kirkii
- Anisopappus latifolius
- Anisopappus lawalreanus
- Anisopappus lejolyanus
- Anisopappus marianus
- Anisopappus orbicularis
- Anisopappus paucidentatus
- Anisopappus petitianus
- Anisopappus pinnatifidus
- Anisopappus pseudopinnatifidus
- Anisopappus pumilus
- Anisopappus rhombifolius
- Anisopappus robynsianus
- Anisopappus salviifolius
- Anisopappus smutsii
- Anisopappus sylvaticus
- Anisopappus upembensis